# Калориметрія
Калориме́трія (рос. калориметрия, англ. calorimetry, нім. Kalorimetrie f) — сукупність методів вимірювання кількості теплоти, що виділяється або поглинається при протіканні різних фізичних або хімічних процесів. Кількість теплоти Q, яка передається тілу (системі) або відібрана від нього, пропорційна зміні температури тіла ΔТ та його масі m:
Q = cmΔТ,
де с — питома теплоємність.
Основна вимірювана величина в калориметричному досліді — ΔТ. Методами К. визначають теплоємність індивідуальних речовин та фізико-хімічних систем, теплоти фазових переходів, теплові ефекти хімічних реакцій, розчинення, змочування, сорбції, радіоактивного розпаду та ін. Дані К. використовують для розрахунку термодинамічних властивостей речовин, складання теплових балансів технологічних процесів, розрахунку хімічної рівноваги, встановлення зв'язку між термодинамічними характеристиками речовин та їх властивостями, будовою, стійкістю, реакційною здатністю. К. застосовується також для вивчення кінетики та визначення ентальпій повільних процесів розчинення, змішування, гелеутворення тощо.